# إرنست بيرد
إرنست بيرد (بالإنجليزية: Ernest Baird)‏ هو سياسي بريطاني، ولد في 1930، وتوفي في 2003. حزبياً، نشط في United Ulster Unionist Party ‏. في الانتخابات البرلمانية في أيرلندا الشمالية 1973 ‏، انتخب عضو برلمان أيرلندا الشمالية 1973-1974 وقد انضم خلال فترته النيابية ‏ للكتلة البرلمانية الحزب التقدمي الوحدوي الطليعي ‏.